# Incident med Willom Smithom in Chrisom Rockom
Na 94. podelitvi oskarjev 27. marca 2022 je igralec Will Smith stopil na oder in udaril komika Chrisa Rocka po obrazu. Klofuta je bila odziv na to, ker se je Rock pošalil na račun obrite glave Jade Pinkett Smith, ki si jo je obrila leta 2021 zaradi alopecije areate. Ko se je vrnil na svoj sedež, je Smith na Rocka dvakrat zavpil: "Drži ime moje žene stran od tvojih prekletih ust!" Rock se je na kratko odzval na Smithovo besne izjave, vendar je svojo predstavitev filma zaključil brez nadaljnje prekinitve.    
Kasneje istega večera je Smith prejel nagrado za najboljšega igralca in se v zahvalnem govoru opravičil Akademiji filmskih umetnosti in znanosti ter drugim nominirancem, ne pa tudi Rocku. Naslednji dan se je prek družbenih medijev opravičil Rocku in Akademiji. Smith je 1. aprila odstopil iz članstva v Akademiji in se soočil z morebitno suspenzijo ali izključitvijo, poleg tega pa mu je bilo zaradi incidenta prepovedano obiskovati dogodke Akademije za nadaljnjih 10 let, kar je začelo veljati 8. aprila 2022. 
Televizijski prenosi v živo v Združenih državah Amerike so večinoma utišali incident zaradi zveznih zakonov o cenzuri. Vendar so začeli necenzurirani mednarodni posnetki hitro krožiti po svetovnih družbenih omrežjih: izsek iz avstralske oddaje je postal eden najbolj gledanih spletnih videov v prvih 24 urah. Incident je v veliki meri zasenčil preostali del slovesnosti ter sprožil svetovno ogorčenje, komentarje in številne razprave. 

## Ozadje
Po koncu slovesnosti so se nekatere publikacije spomnile preteklih pripomb Chrisa Rocka o Jadi Pinkett Smith. Leta 1997 je komentiral njeno udeležbo na Pohodu milijonov žensk v intervjuju za svojo večerno pogovorno oddajo The Chris Rock Show.   
Chris Rock je že dvakrat gostil podelitev oskarjev in drugih nagrad, tudi leta 2016, ki pa jo je več igralcev (vključno s Pinkett Smith) zavrnilo zaradi pomanjkanja afroameriških nominirancev. Rock se je v uvodnem delu pošalil: "To, da je Jada zavrnila udeležbo na podelitvi oskarjev, je isto, kot da bi jaz zavrnil Rihannine spodnjice. Nisem bil povabljen."
Leta 2018 je Pinkett Smith v svoji pogovorni oddaji Red Table Talk razkrila, da je doživela izpadanje las, morda zaradi stresa. Diagnosticirali so ji alopecijo areato, avtoimunsko bolezen, in julija 2021 si je začela popolnoma briti glavo.
8. februarja 2022 je bilo objavljeno, da je bil Will Smith nominiran za oskarja za svojo vlogo v filmu Kralj Richard. 3. marca 2022 je Akademija za filmsko umetnost in znanost razglasila Rocka za enega od voditeljev 94. podelitve oskarjev.

## Incident
Rock je razglasil nominirance za najboljši dokumentarni film na 94. podelitvi oskarjev 27. marca 2022, kjer je izvedel kratek komični monolog. Rock se je pošalil na račun moža Javierja Bardema in žene Penélope Cruz, oba prejšnja dobitnika oskarja, ki sta na tej slovesnosti prejela primerljive nominacije. Will Smith in Jade Pinkett Smith sta sedela skupaj pred občinstvom. Rock je nato začel s šalo z obrito glavo Pinkett Smith in jo primerjal z dramatičnim videzom Demi Moore v filmu Vojake Jane iz leta 1997:
Rock: Jada, ljubim te. G.I. Jane 2, komaj čakam, da te ponovno vidim. 
Oddaja je pokazala reakcijo Smitha in Pinkett Smith na šalo: Smith se je nasmehnil in zasmejal, medtem ko je Pinkett Smith jezno zavijala z očmi. Oddaja se je nato vrnila k Rocku:
Rock: To — to je — to je bilo super! V redu, tukaj sem — [zagleda kako Smith stopi na oder proti njemu] uh, oh — Richard... 
Medtem, ko se je Rock še naprej smejal, je Smith hodil po odru proti njemu. Ko je stopil do njega, je Smith hitro dvignil svojo desno roko in z vso silo udaril Rocka po obrazu, nato pa se je obrnil in odšel nazaj na svoj sedež. Napad, za katerega so mnogi domnevali, da je bil vnaprej dogovorjena komedija, je zelo presenetil občinstvo v dvorani. Običajno miren Rock je bil prav tako videti presenečen, medtem ko je Smith s svojega sedeža jezno zavpil nanj:
Rock: Oh wow! Wow... Will Smith mi je pa kar eno primazal. [smeh občinstva] 
Smith: [kričanje iz občinstva] Drži ime moje žene stran od tvojih prekletih ust! 
Rock: Wow, stari! 
Smith: Ja! 
Rock: Bila je šala o G.I. Jane. 
Smith: [naraščajoči glas] Drži ime moje žene stran od tvojih prekletih ust! 
Rock: Bom, v redu? Lahko bi, oh, prav. To je bila... največja noč v zgodovini televizije, prav. [smeh občinstva]. Dobro. 
Ta govor je povzročil, da so lokalno občinstvo in novinarji spoznali, da je bil Smithov bes zelo resen. Kevin Costner, ki je čakal zunaj odra, da bi podelil oskarja za najboljšo režijo, je rekel: "Oh, to je bilo res zelo resno." Do Smithovega zahvalnega govora je domnevno osuplo in zmedeno občinstvo pričakovalo kakršno koli uradno priznanje z odra. Vendar v oddaji od te točke naprej ni bilo več voditeljev na odru in oddaja se je nato nadaljevala kot običajno. Smithove izrečene besede so bile v številnih državah cenzurirane z utišanjem zvoka med prenosom v živo.

### Fotografija
Fotoreporter Brian Snyder, ki je delal za Reuters v skupini fotografov v projekcijski kabini, je fotografiral Smitha v trenutku, ko je ta udaril Rocka. Ta fotografija je hitro postala slavna in je bila predstavljena v novicah ter uporabljena za številne šale na internetu. Kulturnega vpliva fotografije se ni zavedal šele po slovesnosti, saj so bile njegove fotografije samodejno poslane njegovim urednikom. Veliko jih je mislilo, da bo Snyder zagotovo dobil najbolj zaželeno in prestižno fotoreportersko nagrado, Najboljša slika leta, zahvaljujoč svoji fotografiji, ki je ujela trenutek, ko je Smith z roko zadel Rocka po obrazu. V Berlinu so sliko z grafiti narisali na ostanek dela berlinskega zidu v Mauerparku.

### Videoposnetki
V Združenih državah je televizijska hiša ABC utišala Smithove izjave zaradi zveznih zakonov o cenzuri; vendar številni mednarodni izdajatelji televizijskega programa tega niso storili 
in necenzurirani posnetki dogodka so hitro zaokrožili po družbenih omrežjih. Necenzuriran izrez iz avstralske oddaje na Seven Network je The Guardian objavil na YouTubu, ki je v 24 urah prejel več kot 50 milijonov ogledov in je zaradi tega postal eden najbolj gledanih spletnih videov v prvih 24 urah. V številnih državah, vključno z Združenimi državami, Združenim kraljestvom in Avstralijo, je v treh urah dosegel prvo mesto na YouTubovi priljubljeni strani. Iz fotografij in videa so nastale številne internetne šale in parodije.

### Dodatni posnetki
31. marca je bil objavljen dodaten posnetek. Na tem posnetku je bila prikazana reakcija Jade Pinkett Smith med šalo in po njej, saj med šalo ni bila videti nasmejana in je zavijala z očmi, nato pa se je zdelo, da se smeji, ko je Rock dejal: "Will Smith mi je pravkar eno primazal" in "To je bila ... največja noč v zgodovini televizije."

## Posledice
V izjavi z dne 30. marca je akademija dejala, da so Smitha prosili, naj zapusti slovesnost, vendar je to zavrnil. Vendar pa so drugi, ki so bili prisotni v sobi, zanikali, da bi Smitha kdaj prosili, bodisi neposredno bodisi prek predstavnika, da naj odide; med člani vodstva akademije in producentom slovesnosti Willom Packerjem je prišlo do nesporazuma o tem, ali naj dovoli Smithu ostati na slovestnosti, zaradi česar niso bili sprejeti nobeni ukrepi. Variety je poročal, da je bil Packer tisti, ki je zagotovil, da je Smith ostal na slovesnosti. V kasnejšem intervjuju za Good Morning America je Packer dejal, da je nasprotoval predlogom, da bi Smitha odpeljali iz slovesnosti, ker ni verjel, da bi Rock to želel. Štirideset minut po incidentu je Smith prejel nagrado za najboljšega igralca za vlogo Richarda Williamsa v filmu Kralj Richard. Svoj čustveni govor je osredotočil na božansko opravičilo in potrebo po zaščiti tistih okoli sebe ter se opravičil Akademiji, drugim nominirancem in drugim, ki so bili prisotni v dvorani, ne pa tudi Rocku.
Smith se je opravičil za njegov dolg govor, ki je bil s približno petimi minutami med najdaljšimi v zgodovini podelitve oskarjev. The Economist je Smithov zahvalni govor, v katerem je apeliral na Boga in ga pozval, naj počne "nore stvari" v imenu ljubezni, opisal kot "nevarno, sebično zmoto". Po koncu slovesnosti so nagrajencem svetovali, naj odgovarjajo le na vprašanja o svojem delu in nič drugega. Približno ob 1:00 ponoči so Smitha posneli, kako veselo pleše na zabavi Vanity Fair ob njegovi uspešnici »Gettin' Jiggy wit It«. V časopisu The New Yorker je Michael Schulman zapisal: "V hollywoodskem koncu, ki se je zdel preveč temen in nadrealističen, da bi bil resničen, se je zdelo, da Smith preživlja najboljše čase v življenju."

## Odzivi
Javnomnenjska raziskava YouGov, ki je bila izvedena dan po slovesnosti, je pokazala, da je 61 % Američanov dejalo, da so Smithova dejanja nesprejemljiva, 22 % pa jih je dejalo, da so sprejemljiva. Zvezna komisija za komunikacije, ki ureja oddajanje v ZDA, je prejela 66 pritožb zaradi incidenta. Odzivi zvezdnikov so bili različni. 
SAG-AFTRA, sindikat, ki zastopa filmske in televizijske igralce, je izdal izjavo, v kateri je obsodil Smithovo dejanje: "Nasilje ali fizična zloraba na javnem mestu nikoli nista primerna in sindikat obsoja kakršno koli takšno ravnanje. Incident, v katerega sta bila vpletena Will Smith in Chris Rock na sinočni Podelitev oskarjev je bila nesprejemljiva. Glede tega incidenta smo bili v stiku z Akademijo za filmsko umetnost in znanost ter ABC in si bomo v prihodnje prizadevali zagotoviti, da bo to dejanje ustrezno obravnavano. SAG-AFTRA ne komentira nobenega čakajočega disciplinskega postopka za člane."